# Erich Schmidt Verlag
Erich Schmidt Verlag GmbH & Co. KG är ett tyskt vetenskapsförlag inom områdena juridik, ekonomi, skatter, miljö och filologi. 
Förlaget grundades 1924 i Berlin. Erich Schmidt satt i tyska riksdagen under Weimarrepubliken och började utge "Sozialpolitischen Nachrichtendienst", som fram till 1939 också var förlagets namn. Först efter 1933 kom den breddade utgivningen igång.
1952 dog Erich Schmidt. Ledningen av förlaget övergick då till sonen Erich Schmidt junior. Efter dennes död 1985 trädde Claus-Michael Rast in som förlagschef. Sedan 1998 är genom Joachim Schmidt den tredje generationen av grundarfamilj aktiv i ledningen, sedan 2010 som ensam ansvarig.